# Premiile muzicale Radio România 2014
A doisprezecea gală a premiilor muzicale Radio România a fost ținută pe 23 martie 2014 în Sala Radio din București, având ca scop recunoașterea celor mai populari artiști români din anul 2013. A fost transmisă în direct pe stațiile Radio România Actualități și Radio România Internațional, difuzată pe posturile TVR 1, TVR HD și TVR Internațional și prezentată de Alexandra Ungureanu și Cornel Ilie. Premiul Artistul anului i-a revenit [[]]. 

## Spectacole
| Artiști          | Melodii |
| ---------------- | ------- |
| Loredana         | „”      |
| Andra            | „”      |
| Elena Gheorghe   | „”      |
| Nicole Cherry    | „”      |
| Vanessa Marzavan | „[[]]”  |
| Smiley           | „”      |
| DJ Sava Raluka   | „”      |
| Holograf         | „”      |
| Cornel Ilie      | „”      |
| Vasile Șeicaru   | „”      |

## Prezentatori
- [[]] - a prezentat premiul pentru .
- [[]] - a prezentat premiul pentru .
- [[]] - a prezentat premiul pentru , revendicat de [[]] în numele .
- [[]] - a prezentat premiul pentru .
- [[]] - a prezentat premiul pentru .
- [[]] - a prezentat premiul pentru .
- [[]] și [[]] - i-au înmânat Premiul  lui [[]].
- [[]] - a prezentat premiul pentru .
- - a prezentat premiul Big Like - Facebook.
- [[]] și [[]] - au prezentat premiul .
- [[]] și [[]] - i-au înmânat Premiul pentru întreaga carieră compozitorului [[]].
- [[]] - a prezentat premiul .
- [[]] - a prezentat premiul .
- [[]] - a prezentat premiul pentru .
- [[]] - a prezentat premiul pentru Cea mai bună voce masculină.
- [[]] - a prezentat premiul .
- [[]] - a anunțat premiul .

## Câștigători și nominalizați
| Artistul anului | Debutul anului |
| --- | --- |
| - Loredana - Andra - Holograf - Smiley - VAMA | - Nicole Cherry - JO - Iulia Em |
| Cel mai bun interpret | Cea mai bună interpretă |
| - Smiley - Connect-R - Ștefan Bănică Jr. | - Andra - Andreea Bănică - Elena Gheorghe - Loredana - Paula Seling |
| Piesa anului | Cel mai bun album pop |
| - „Perfect fără tine” - VAMA - „Acasă” - Smiley - „Ecou” - Elena Gheorghe și Glance - „Inevitabil va fi bine” - Andra - „P.O.H.U.I.” - Carla’s Dreams și INNA | - Inevitabil va fi bine! - Andra - Acasă - Smiley - Dragostea mea - Lucia Dumitrescu - Povestea mea - Ștefan Stan                                                               |
| Cel mai bun cântec pop | Cel mai bun cântec pop-dance |
| - „Ecou” - Elena Gheorghe și Glance - „Alerg printre stele” - Ștefan Bănică Jr. și Pacha Man - „În lipsa ta” - Andreea Bănică și What’s UP - „Acasă” - Smiley - „Inevitabil va fi bine” - Andra - „Memories” – Nicole Cherry - „Nu știu cine ești” – Loredana și Cornel Ilie - „Pansament” – Paula Seling | - „Aroma” - DJ Sava și Raluka - „In Your Eyes” - INNA - „Până la cer” - Deepcentral - „Vraja ta” - DJ Project și Adela                                                          |
| Cel mai bun cântec folk | Cel mai bun album folk |
| - „Sentimente” - Vasile Șeicaru - „Albastru de Rai” - Adrian Sărmășan și Zoia Alecu - „Mozaic” - Nicu Alifantis - „Până la stele” - Maria Gheorghiu | - Mozaic - Nicu Alifantis - Albastru de Rai - Adrian Sărmășan - Electromagnetic Love - Ioan Gyuri Pascu - Se plâng de mine îngerii - Iulia Em                                   |
| Cel mai bun cântec pop-rock | Cel mai bun grup pop-rock |
| - „Roua dimineții” - Holograf - „Așa, și?” - Vunk - „Două inimi” - Bere Gratis - „Iartă-mă” - Direcția 5 - „Perfect fără tine” - VAMA - „Pic, pic” - Voltaj | - Holograf - Direcția 5 - Vunk - VAMA |
| Omul cu chitara | Cel mai bun compozitor |
| - Nicu Alifantis - Adrian Sărmășan - Vasile Șeicaru | - Laurențiu Duță - Smiley - Marius Moga |
| Cel mai bun mesaj | Cel mai bun duet |
| - „Acasă” - Smiley - „Cuvinte” - Crush + Alexandra Ungureanu - „Schimbă ceva” - VH2 - „Noi ne potrivim” - Connect-R - „Tăcerea din ochi” - Taxi | - „Nu știu cine ești” – Loredana și Cornel Ilie - „Beautiful Life” - Sore și Mihai Ristea - „Dincolo de cuvinte” - Smiley și Alex Velea - „P.O.H.U.I.” - Carla’s Dreams și INNA |
| Radio România Junior | |
| - Vanessa Marzavan - Elena Hasna - Omar Arnout | |

## Premii speciale
Ediția din 2014 a premiilor a inclus  categorie specială, care să nu aibă parte de nominalizări anterioare. Premiul pentru întreaga carieră a fost oferit lui Jolt Kerestely.
Cel mai bun concept discografic „Mozaic” – Nicu Alifantis???